# Världsmästerskapen i nordisk skidsport 1938
Världsmästerskapen i nordisk skidsport 1938 ägde rum i Lahtis i Finland 24–28 februari 1938.

## Längdåkning herrar

### 18 kilometer
25 februari 1938
| Medalj | Tävlande                  | Tid     |
| Guld   | Pauli Pitkänen, Finland   | 1:09.37 |
| Silver | Alfred Dahlqvist, Sverige | 1:10.02 |
| Brons  | Kalle Jalkanen, Finland   | 1:10.56 |

187 av 188 deltagare fullföljde loppet.

### 50 kilometer
27 februari 1938
| Medalj | Tävlande                  | Tid     |
| Guld   | Kalle Jalkanen, Finland   | 4:06.09 |
| Silver | Alvar Rantalahti, Finland | 4:10.44 |
| Brons  | Lars Bergendahl, Norge    | 4:10.54 |

62 av 99 deltagare fullföljde loppet.

### 4 × 10 kilometer stafett
28 februari 1938
| Medalj | Lag                                                                                | Tid     |
| ------ | ---------------------------------------------------------------------------------- | ------- |
| Guld   | Finland (Juho 'Jussi' Kurikkala, Martti Lauronen, Pauli Pitkänen, Klaes Karppinen) | 2:38.42 |
| Silver | Norge (Ragnar Ringstad, Olav Økern, Arne Larsen, Lars Bergendahl)                  | 2:42.30 |
| Brons  | Sverige (Sven Hansson, Donald Johansson, Sigurd Nilsson, Martin Matsbo)            | 2:43.05 |

## Nordisk kombination, herrar

### Individuellt
24 februari 1938
| Medalj | Tävlande                | Poäng  |
| Guld   | Olaf Hoffsbakken, Norge | 432,60 |
| Silver | John Westbergh, Sverige | 412,80 |
| Brons  | Hans Vinjarengen, Norge | 411,20 |

## Backhoppning, herrar

### Stora backen
27 februari 1938
| Medalj | Tävlande                  | Poäng |
| Guld   | Asbjørn Ruud, Norge       | 226,4 |
| Silver | Stanisław Marusarz, Polen | 226,1 |
| Brons  | Hilmar Myhra, Norge       | 225,0 |

## Medaljligan
| Pl. | Nation  | Guld | Silver | Brons | Totalt |
| --- | ------- | ---- | ------ | ----- | ------ |
| 1   | Norge   | 2    | 1      | 3     | 6      |
| 2   | Finland | 3    | 1      | 1     | 5      |
| 3   | Sverige | 0    | 2      | 1     | 3      |
| 4   | Polen   | 0    | 1      | 0     | 1      |